# في في في فينلو
نادي VVV فينلو هو نادي كرة قدم هولندي تأسس عام 1903 بعد اندماج ناديي في في في ونادي فينلو ليصبح اسمه نادي (في في في فينلو) وفي في في هو اختصار لـ"فينلوس فويتبال فيرينغينغ"، عاد فريق فينلو لمصاف الكبار في موسم 2009-10 بفضل فوزه بلقب الدرجة الثاني، فينلو هي مدينة صغيرة في مقاطعة ليمبورغ على الحدود مع ألمانيا، ملعب الفريق هو ملعب دي كويل تم بناءه عام 1974 م ويتسع إلى ما يقارب 6000 متفرج.
في شهر أبريل من عام 2011 أصبح النادي مترأسًا للعناوين الصحفية بعد أن قام بالتوقيع مع طفل يبلغ سنة ونصف فقط لمدة عشر سنوات وذلك بعدما اشتهر الطفل عبر أحد فيديوات الإنترنت وهو يسجل هاترك في داخل صندوق العابه.